# Máhttoajvejávrásj
Máhttoajvejávrásj, enligt tidigare ortografi Mattåivjauratj, är en sjö i Jokkmokks kommun i Lappland och ingår i Luleälvens huvudavrinningsområde. Sjön har en area på 0,184 kvadratkilometer och ligger 698 meter över havet. Máhttoajvejávrásj ligger både i Padjelanta Natura 2000-område och Sareks nationalpark. Sjön avvattnas av en 270 meter lång jokk som är ett biflöde till Miellädno. Namnet har sjön fått av berget Máhttoajve vid vars östra fot den ligger. 
Máhttoajvejávrásj ligger mellan Miellädno (som mynnar i Virihávrre) och Låddejåhkå (som mynnar i Vásstenjávrre) på den plats dessa två vattendrag ligger varandra närmast, mindre än två km.

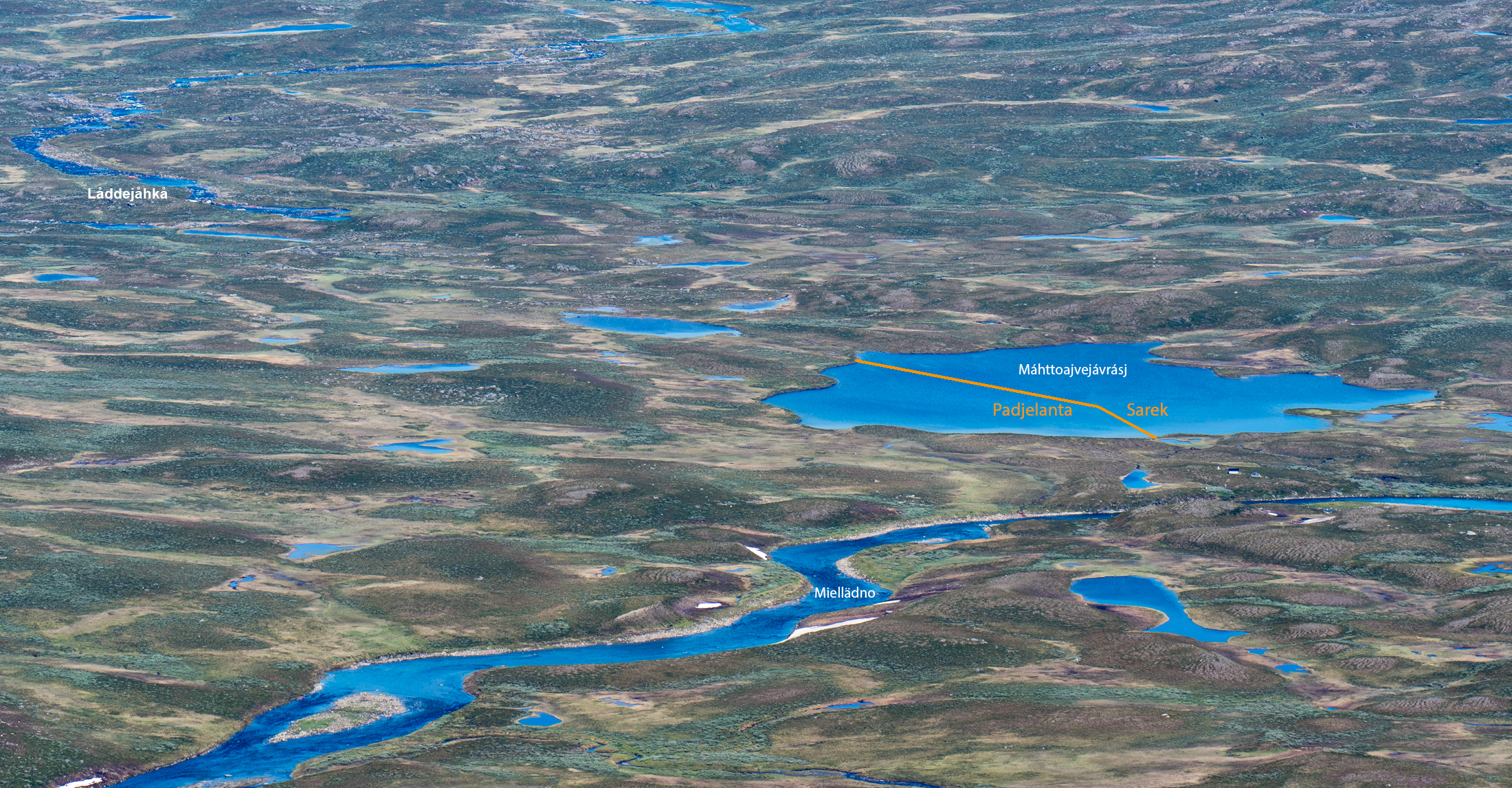
Máhttoajvejávrásj - vy från Álátjåhkkå, 1579 m ö.h.

## Delavrinningsområde
Máhttoajvejávrásj ingår i det delavrinningsområde (748013-155448) som SMHI kallar för Mynnar i Miellätnos vattendragsyta. Medelhöjden är 711 meter över havet och ytan är 2,07 kvadratkilometer. Det finns inga avrinningsområden uppströms utan avrinningsområdet är högsta punkten. Det namnlösa vattendraget som avvattnar avrinningsområdet har biflödesordning 4, vilket innebär att vattnet flödar genom totalt 4 vattendrag (Miellädno, Vuojatädno, Stora Luleälven, Luleälven) innan det når havet efter 442 kilometer. Avrinningsområdet består mestadels av kalfjäll (91 procent). Avrinningsområdet har 0,19 kvadratkilometer vattenytor vilket ger det en sjöprocent på 9,2 procent.